# Selenaria bimorphocella
Selenaria bimorphocella är en mossdjursart som beskrevs av Maplestone 1904. Selenaria bimorphocella ingår i släktet Selenaria och familjen Selenariidae. Inga underarter finns listade i Catalogue of Life.